# Třída Virginia (2000)
Třída Virginia je nejnovější třída amerických útočných ponorek s jaderným pohonem. Jsou to první americké lodě této kategorie stavěné po skončení studené války. Jsou určeny k plnění široké škály úkolů od ničení nepřátelských ponorek ve světových oceánech po pobřežní bojové operace. Přestože původně byla jako náhrada třídy Los Angeles vyvinuta supermoderní třída Seawolf, její vysoká pořizovací cena vedla k tomu, že byly ve velké sérii objednány teprve menší a levnější ponorky této třídy. Do roku 2020 bylo objednáno 36 ponorek této třídy. Plánováno je postavení až 66 kusů. Do služby jsou zařazovány od roku 2004. Do prosince 2024 bylo do služby přijato 24 ponorek této třídy.
Ve finančním roce 2021 byly vyčleněny první prostředky na vývoj další generace amerických útočných ponorek v programu SSN(X). Jejich stavba je plánována na polovinu 30. let 21. století.

## Stavba
Stavba první jednotky začala v roce 1999. Do roku 2013 bylo dokončeno deset ponorek této třídy – USS Virginia, USS Texas, USS Hawaii, USS North Carolina, USS New Hampshire USS New Mexico, USS Missouri, USS California, USS Mississippi a USS Minnesota. Stavba dalších probíhá. V dubnu 2014 byl podepsán kontrakt s loděnicí General Dynamics Electric Boat (GDEB) na stavbu deseti jednotek 4. série (Block IV – ponorky SSN-792 až SSN-801) v hodnotě 17,6 miliard dolarů. Dodány mají být do roku 2023. V prosinci 2019 loděnice GDEB získala kontrakt v hodnotě 22,2 miliardy dolarů na stavbu osmi ponorek verze Block V s opcí na devátou.
Jednotky třídy Virginia:
| Jméno                           | Verze     | Založení kýlu      | Spuštěna           | Vstup do služby   | Status    |
| ------------------------------- | --------- | ------------------ | ------------------ | ----------------- | --------- |
| USS Virginia (SSN-774)          | Block I   | 2. září 2000       | 16. srpna 2003     | 23. října 2004    | aktivní   |
| USS Texas (SSN-775)             | Block I   | 12. července 2003  | 9. dubna 2005      | 9. září 2006      | aktivní   |
| USS Hawaii (SSN-776)            | Block I   | 27. srpna 2004     | 17. června 2006    | 5. května 2007    | aktivní   |
| USS North Carolina (SSN-777)    | Block I   | 22. května 2004    | 5. května 2007     | 3. května 2008    | aktivní   |
| USS New Hampshire (SSN-778)     | Block II  | 30. dubna 2007     | 21. února 2008     | 25. října 2008    | aktivní   |
| USS New Mexico (SSN-779)        | Block II  | 12. dubna 2008     | 18. ledna 2009     | 23. března 2010   | aktivní   |
| USS Missouri (SSN-780)          | Block II  | 27. září 2008      | 20. listopadu 2009 | 29. prosince 2010 | aktivní   |
| USS California (SSN-781)        | Block II  | 1. května 2009     | 14. listopadu 2010 | 29. října 2011    | aktivní   |
| USS Mississippi (SSN-782)       | Block II  | 9. června 2010     | 10. prosince 2011  | 2. června 2012    | aktivní   |
| USS Minnesota (SSN-783)         | Block II  | 20. května 2011    | 27. října 2012     | 7. září 2013      | aktivní   |
| USS North Dakota (SSN-784)      | Block III | 11. května 2012    | 2. listopadu 2013  | 25. října 2014    | aktivní   |
| USS John Warner (SSN-785)       | Block III | 16. března 2013    | 10. září 2014      | 1. srpna 2015     | aktivní   |
| USS Illinois (SSN-786)          | Block III | 2. června 2014     | 15. října 2015     | 29. října 2016    | aktivní   |
| USS Washington (SSN-787)        | Block III | 22. listopadu 2014 | 25. března 2016    | 7. října 2017     | aktivní   |
| USS Colorado (SSN-788)          | Block III | 7. března 2015     | 29. prosince 2016  | 17. března 2018   | aktivní   |
| USS Indiana (SSN-789)           | Block III | 16. května 2015    | 9. června 2017     | 29. září 2018     | aktivní   |
| USS South Dakota (SSN-790)      | Block III | 4. dubna 2016      | 14. října 2017     | 2. února 2019     | aktivní   |
| USS Delaware (SSN-791)          | Block III | 30. dubna 2016     | 14. prosince 2018  | 4. dubna 2020     | aktivní   |
| USS Vermont (SSN-792)           | Block IV  | únor 2017          | 29. března 2019    | 18. dubna 2020    | aktivní   |
| USS Oregon (SSN-793)            | Block IV  | 8. července 2017   | 25. června 2020    | 28. května 2022   | aktivní   |
| USS Montana (SSN-794)           | Block IV  | 16. května 2018    | 8. února 2021      | 25. června 2022   | aktivní   |
| USS Hyman G. Rickover (SSN-795) | Block IV  | 11. května 2018    | 26. srpna 2021     | 14. října 2023    | aktivní   |
| USS New Jersey (SSN-796)        | Block IV  | 25. března 2019    | 14. dubna 2022     | 14. září 2024     | aktivní   |
| USS Iowa (SSN-797)              | Block IV  | 20. srpna 2019     | 19. srpna 2023     | 5. dubna 2025     | aktivní   |
| USS Massachusetts (SSN-798)     | Block IV  | 11. prosince 2020  | 17. února 2024     |                   | ve stavbě |
| USS Idaho (SSN-799)             | Block IV  | 24. srpna 2020     | 6. srpna 2024      |                   | ve stavbě |
| USS Arkansas (SSN-800)          | Block IV  | 19. listopadu 2022 | červen 2025        |                   | ve stavbě |
| USS Utah (SSN-801)              | Block IV  | 1. září 2021       |                    |                   | ve stavbě |
| USS Oklahoma (SSN-802)          | Block V   | 2. srpna 2023      |                    |                   | ve stavbě |
| USS Arizona (SSN-803)           | Block V   | 7. prosince 2022   |                    |                   | ve stavbě |
| USS Barb (SSN-804)              | Block V   |                    |                    |                   | objednána |
| USS Tang (SSN-805)              | Block V   | 17. srpna 2023     |                    |                   | ve stavbě |
| USS Wahoo (SSN-806)             | Block V   |                    |                    |                   | objednána |
| USS Silversides (SSN-807)       | Block V   |                    |                    |                   | objednána |
| USS John H. Dalton (SSN-808)    | Block V   |                    |                    |                   | objednána |
| USS Long Island (SSN-809)       | Block V   |                    |                    |                   | objednána |
| USS San Francisco (SSN-810)     | Block V   |                    |                    |                   | objednána |
| USS Miami (SSN-811)             | Block V   |                    |                    |                   | objednána |
| USS Baltimore (SSN-812)         | Block V   |                    |                    |                   | objednána |
| USS Atlanta (SSN-813)           | Block V   |                    |                    |                   | objednána |
| USS Potomac (SSN-814)           | Block V   |                    |                    |                   | plánována |
| USS Norfolk (SSN-815)           | Block V   |                    |                    |                   | plánována |
| USS Brooklyn (SSN-816)          | Block V   |                    |                    |                   | plánována |

## Konstrukce

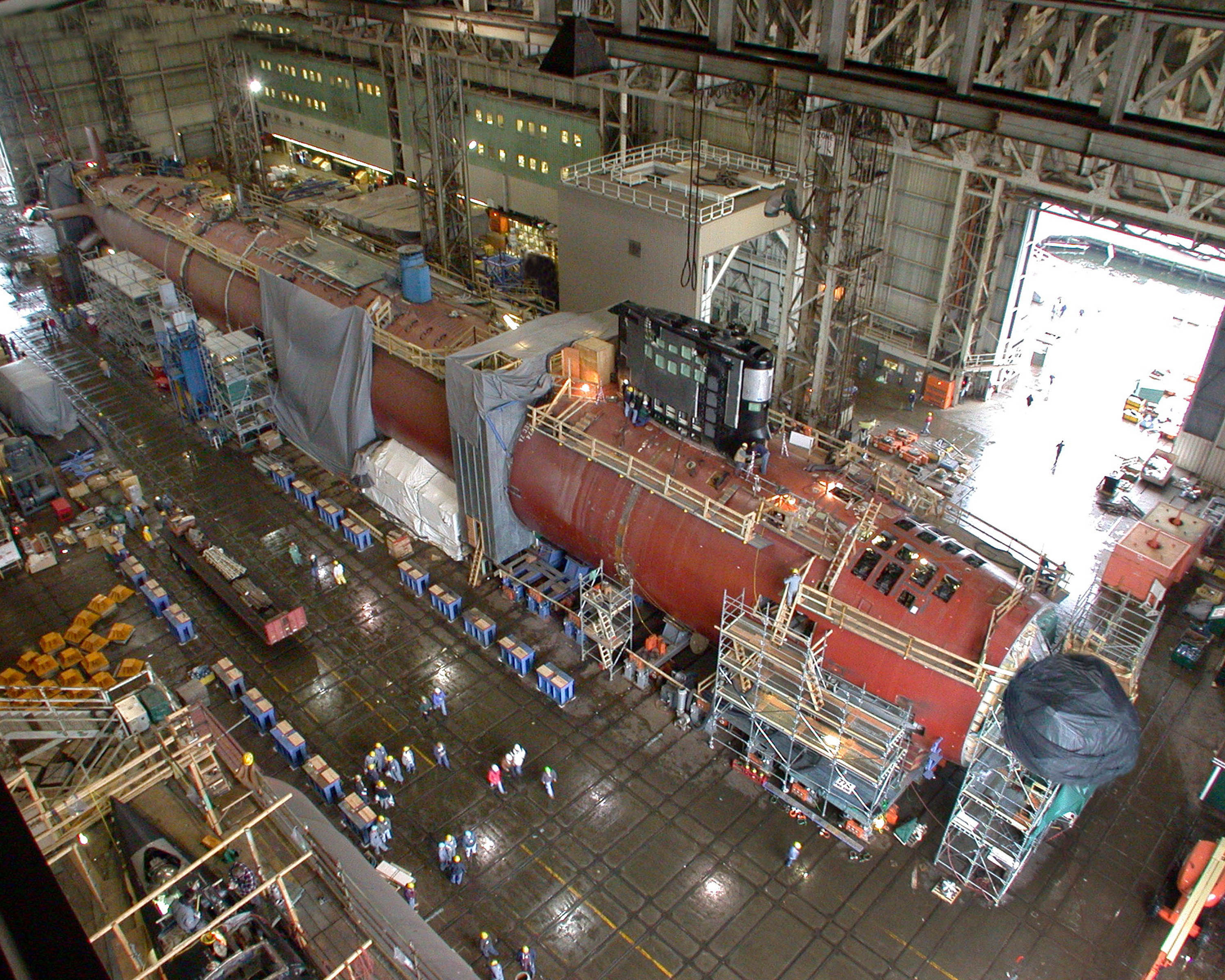
Stavba USS Virginia

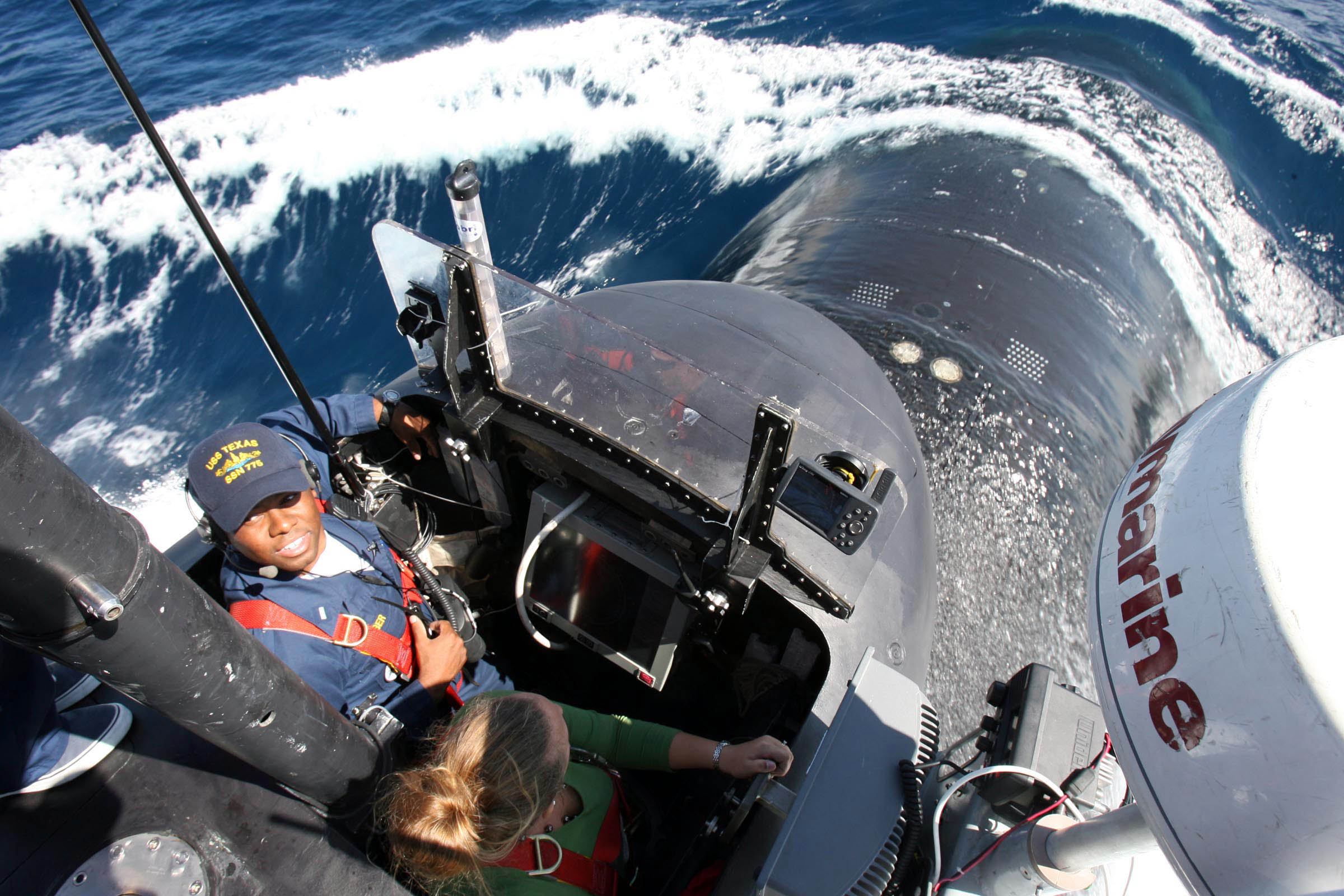
Velitelská věž USS Texas

Ve srovnání s třídou Seawolf je tato třída pomalejší, hůře vyzbrojená, schopná ponorů do menších hloubek a méně vhodná pro operace v Arktidě. Na druhou stranu jsou stejně tiché, odolnější, vybavené vertikálními vypouštěcími sily pro vypouštění řízených střel a schopné flexibilnějšího nasazení včetně pobřežního boje.
Konstrukce je modulární s otevřenou architekturou což usnadňuje jejich provoz a průběžné modernizace. Při jejich projektování byl, jak je u moderních ponorek obvyklé, kladen maximální důraz na jejich tichost. V tomto ohledu jsou srovnatelné s třídou Seawolf a tišší než ruská třída Akula. Při nejvyšší rychlosti plavby pod hladinou je třída Virginia stále tišší než ponorka vylepšené třídy Los Angeles (688i) plující rychlostí 5 uzlů. Ponorky jsou vybaveny nejmodernějšími senzory a komunikačnímy systémy.
Výzbroj představují čtyři 533mm torpédomety. Z nich mohou být vypouštěna torpéda Mk.48 ADCAP, nebo miny Mk. 47 a Mk.60 CAPTOR. Zásoba torpéd činí až 26 kusů. Ponorky mají též 12 vertikálních vypouštěcích sil (VLS) pro střely s plochou dráhou letu BGM-109 Tomahawk. Všechny střely mohou být vypuštěny v jediné salvě.
Každá z ponorek je vybavena přechodovou komorou pro výsadek speciálních jednotek Navy SEALs. Z komory může být vypuštěna též miniponorka. Ponorky mohou být vybaveny moduly Dry Deck Shelter či Advanced SEAL Delivery System sloužícími k vysazování potápěčů z ponořené ponorky.
Pohonný systém tvoří jaderný reaktor General Electric PWR S9G a dvě turbíny. Lodní šroub je jeden. Při plavbě pod hladinou dosahují rychlosti přes 25 uzlů. Mohou se ponořit do hloubky přes 250 metrů.

### Modifikace
Základní verze Block I byla postavena ve čtyřech kusech. Vylepšený Block II měl především upravenou konstrukci pro snížení nákladů. Následující Block III v tomto trendu pokračoval, přičemž také dostal sonar s konformními anténami na bocích trupu a nová vertikální sila soustředěná do dvou modulů po šesti střelách, označených Virginia Payload Tubes (VPT). Verze Block IV byla dále upravena pro snížení nákladů a zvětšení spolehlivosti. Ponorka New Jersey verze Block IV je první americkou ponorkou plně upravenou pro genderově smíšené posádky.
Vizuálně nejvíce odlišná je verze Block V, neboť do jejího trupu byla za věž vsazena nová 25metrová sekce se čtyřmi moduly VPT po sedmi střelách Tomahawk. Ponorka tak oproti starším verzím nese o 76% více munice. Její střely Tomahawk navíc získají schopnost útoku na hladinové cíle.